# Superpuchar Polski w hokeju na lodzie 2017
Superpuchar Polski w hokeju na lodzie mężczyzn 2017 – 4. edycja rozgrywek o Superpuchar Polski, zorganizowana przez Polską Hokej Ligę. W meczu rozpoczynającym sezon hokejowy 2017/2018 w Polsce zagrały zespoły mistrza Polski z sezonu 2016/2017 (MKS ComArch Cracovia) i zdobywcy Pucharu Polski z tego samego sezonu (GKS Tychy). Spotkanie odbyło się 8 września 2017 roku w hali im. Adama „Rocha” Kowalskiego przy ul. Siedleckiego w Krakowie. Mecz transmitowany był w kanale telewizyjnym TVP Sport. Trzecie w historii trofeum wywalczyła drużyna Cracovii, która pokonała GKS Tychy po rzutach karnych 5:4.
Obrońcą tytułu była drużyna Cracovii, która w finale poprzedniej edycji pokonała po rzutach karnych TatrySki Podhale Nowy Targ 3:2 i po raz drugi w historii sięgnęła po to trofeum.

## Przed meczem

### Hala

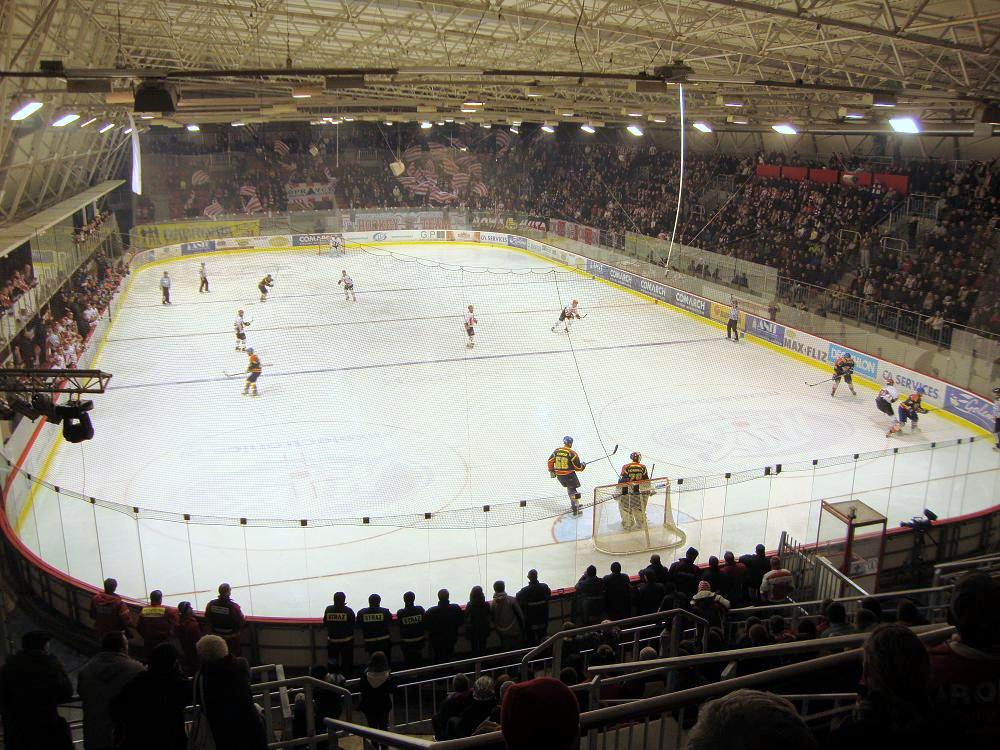
Lodowisko im. Adama „Rocha” Kowalskiego przy ul. Siedleckiego w Krakowie arena meczu o Superpuchar Polski

Spotkanie o Superpuchar Polski odbędzie się w hali im. Adama „Rocha” Kowalskiego przy ul. Siedleckiego w Krakowie. Obiekt ten początkowo jako sztuczne lodowisko został oficjalnie oddany do użytku 18 lutego 1961 roku, a społecznemu komitetowi budowy lodowiska przewodniczył wówczas hokeista Czesław Marchewczyk. W 1976 roku wokół płyty wybudowano halę. 
Do stycznia 2004 roku halą zarządzał Ośrodek Sportu i Rekreacji "Krakowianka", następnie władze miasta Krakowa podpisały z MKS Cracovia SSA umowę na dzierżawę obiektu przez 30 lat. Przed zmianą zarządcy wykonano remont systemu chłodzącego zastępując instalację amoniakalną technologią glikolową. We wrześniu 2004 roku wymieniono bandy wykonane z bardziej odpornego szkła. W następnych latach przeprowadzono m.in. generalny remont konstrukcji dachu i ścian bocznych. W 2008 roku wybudowano szatnie i część trybun w tym miejsca dla mediów. Łączne nakłady na remont obiektu przy ul. Siedleckiego wyniosły ok. 11 milionów złotych. Obecnie tafla lodowiska ma wymiary 29x60 m, a trybuny mogą pomieścić 2514 widzów.

### Bilety
Sprzedaż biletów na mecz o Superpuchar Polski w Krakowie rozpoczęła się 24 sierpnia o godz. 14.00. Kibice mogli nabywać wejściówki za pomocą serwisu internetowego www.ebilet.pl. Bilety normalne kosztowały 20 złotych, natomiast ulgowe można było zakupić za 10 zł. Ulga dotyczyła osób uczących się (dzieci, młodzież, studenci), a także emerytów i rencistów. W kasach lodowiska bilety dostępne były w sprzedaży w dniu meczu od godz. 10.00.

### Media i transmisje

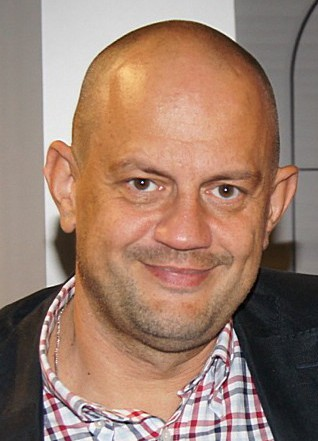
Mecz o Superpuchar Polski komentował Jacek Laskowski

Media i dziennikarze, którzy chcieli relacjonować wydarzenia z meczu o Superpuchar Polski musieli uzyskać akredytację. Można ją było uzyskać tylko za pośrednictwem internetowego biura prasowego PZHL działającego w serwisie www.accredito.com/pzhl. Wnioski były przyjmowane do 4 września do godz. 15:00. Lista akredytowanych dziennikarzy została opublikowana na stronie www.pzhl.org.pl. Akredytację na spotkania Pucharu Polski uzyskało 25 dziennikarzy, 21 fotoreporterów, 6 dziennikarzy radiowych oraz 1 dziennikarz telewizyjny.
Prawa do pokazywania meczu o Superpuchar Polski podobnie jak w ubiegłych latach nabyła stacja telewizyjna TVP Sport. Spotkanie było również transmitowane w internecie na platformie sport.tvp.pl. Po raz pierwszy mecz pokazano w technologii HD. Transmisja meczu rozpoczęła się o godzinie 18:15. Mecz poprzedziło studio, które prowadziła Olga Rybicka, wraz z szefem wyszkolenia w PZHL Tomaszem Rutkowskim. Spotkanie komentował Jacek Laskowski wspólnie z byłym reprezentantem Polski Romanem Stebleckim. Wywiady w trakcie meczu przeprowadzała Anna Kozińska.

### Sędziowie
Trzy dni przed rozpoczęciem meczu Wydział Sędziowski PZHL ogłosił obsadę sędziowską. Identycznie jak podczas meczów Pucharu Polski i ligowych spotkań play-off, mecz sędziować miało czterech sędziów, dwóch głównych i dwóch liniowych. Arbitrami głównymi zostali wybrani Zbigniew Wolas z Oświęcimia i Przemysław Kępa z Nowego Targu. Na liniach pomagali im Artur Hyliński i Marcin Polak z Katowic, a obserwatorem był Jacek Rokicki.

## Uczestnicy
W meczu o Superpuchar Polski wystąpiły kluby, które zwyciężyły w najważniejszych rozgrywkach hokejowych w Polsce w sezonie 2016/2017. Dzięki zdobyciu 12. mistrzostwa Polski po wygranej w finale play-off z drużyną GKS Tychy 4:3, Cracovia zagrała w Superpucharze po raz czwarty. Drużyna ComArch Cracovii uczestniczyła w trzech, a więc we wszystkich dotychczasowych edycjach Superpucharu. Krakowianie dwukrotnie zdobyli to trofeum, a raz ulegli drużynie GKS Tychy. Drugim uczestnikiem spotkania był zespół GKS Tychy. Tyszanie w poprzednim sezonie wywalczyli siódmy w historii klubu Puchar Polski. W rozgrywanym w Nowym Targu turnieju finałowym najpierw pokonali w półfinale 5:1 Tempish Polonię Bytom, a następnie w meczu finałowym zwyciężyli 3:0 Cracovię. GKS Tychy w meczach o Superpuchar dotychczas wystąpił raz w 2015 roku. Wówczas na lodowisku w Tychach zwyciężył Cracovię 6:1.

### Składy

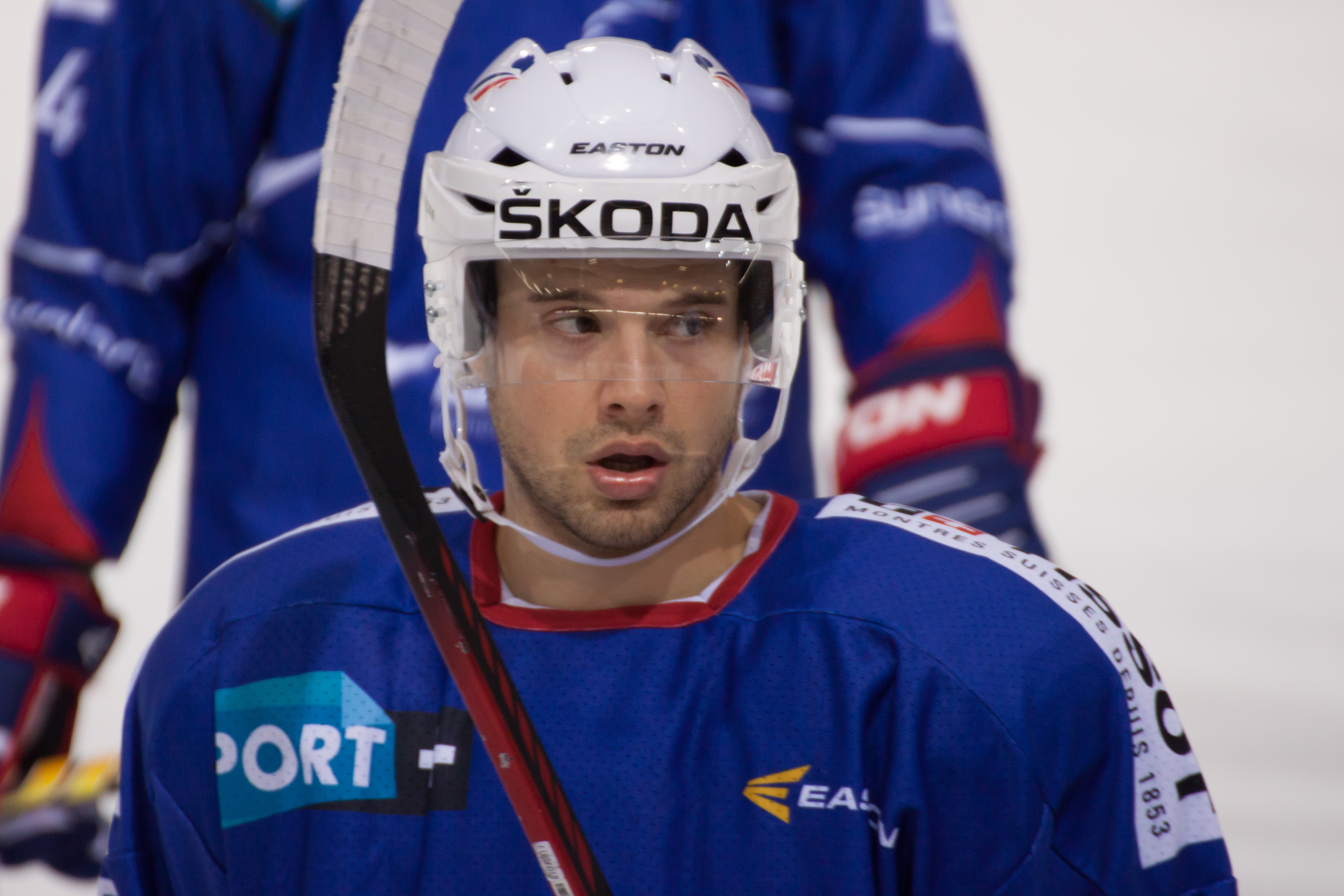
Nowy hokeista ComArch Cracovii, reprezentant Francji Teddy Da Costa

Przed rozpoczęciem nowego sezonu w obydwu klubach doszło do zmian kadrowych. Niewielkie roszady nastąpiły w drużynie ComArch Cracovii. Z klubu odeszło czterech zawodników. Marek Wróbel oraz Dawid Maciejewski przenieśli się do drużyny MH Automatyka Gdańsk, a Karol Kisielewski podpisał kontrakt z Orlikiem Opole. Ze względów rodzinnych do 2. ligi niemieckiej wrócił Kanadyjczyk Andrew McPherson, który związał się z zespołem Bietigheim Steeler. W ich miejsce klub wzmocniło również czterech hokeistów. Kasper Bryniczka trafił do Krakowa z Podhala Nowy Targ. Umowę podpisał również reprezentant Francji Teddy Da Costa, który w poprzednim sezonie występował w czeskim klubie Orli Znojmo. Ostatnie dwa transfery to młodzi gracze. Szwed Damian Szurowski z Vännäs HC oraz Eryk Sztwiertnia z drużyny juniorskiej HC Frýdek-Místek.
Po nieudanym poprzednim sezonie w drużynie GKS Tychy doszło do dużych roszad kadrowych. Z klubu odszedł czeski trener Jiří Šejba oraz wszyscy obcokrajowcy. Bramkarz Štefan Žigárdy zakończył karierę, Miroslav Zaťko przeniósł się do Orlika Opole, a Josef Vítek do MH Automatyki Gdańsk. Z kolei Petr Kuboš, Jaroslav Krístek, Jan Semorád i Andrei Makrov poszukują nowych klubów. Kontraktów z drużyną nie przedłużyli dwaj reprezentanci Polski Marcin Kolusz, który związał się z Podhalem Nowy Targ i Kamil Kosowski nowy gracz GKS Katowice. Nowym szkoleniowcem w zespole został Białorusin Andrej Husau, który poprzednio pracował w Szachciorze Soligorsk. Do klubu dołączyło również czterech zawodników z Orlika Opole John Murray, Michael Cichy, Alexander Szczechura i Kacper Guzik. Umowy podpisano ponadto z Mateuszem Gościńskim z MH Automatyki Gdańsk oraz z Ilją Kaznadziejem z Niomana Grodno.

#### MKS ComArch Cracovia
| SKŁAD             | SKŁAD | SKŁAD                   | SKŁAD          | SKŁAD        | SKŁAD                   | SKŁAD |
| Lp                | Nr    | Zawodnik                | Data urodzenia | Wzrost/Waga  | Wychowanek              |       |
| ----------------- | ----- | ----------------------- | -------------- | ------------ | ----------------------- | ----- |
| BRAMKARZE         |       |                         |                |              |                         |       |
| 1.                | 53.   | Robert Kowalówka        | 1993-12-14     | 180 cm/78 kg | Unia Oświęcim           |       |
| 2.                | 1.    | Michael Łuba            | 1995-03-12     | 181 cm/79 kg | ?                       |       |
| 3.                | 31.   | Rafał Radziszewski      | 1981-07-10     | 177 cm/86 kg | Podhale Nowy Targ       |       |
| OBROŃCY           |       |                         |                |              |                         |       |
| 4.                | 14.   | Bartosz Dąbkowski       | 1985-02-07     | 185 cm/95 kg | TKH Toruń               |       |
| 5.                | 29.   | Rafał Dutka             | 1985-08-14     | 179 cm/84 kg | Podhale Nowy Targ       |       |
| 6.                | 26.   | Maciej Kruczek (C)      | 1988-01-26     | 186 cm/80 kg | KTH Krynica             |       |
| 7.                | 88.   | Peter Novajovský        | 1989-09-27     | 184 cm/85 kg | ?                       |       |
| 8.                | 55.   | Patryk Noworyta         | 1983-07-04     | 181 cm/86 kg | Unia Oświęcim           |       |
| 9.                | 97.   | Mateusz Rompkowski      | 1986-05-08     | 184 cm/85 kg | GKS Stoczniowiec Gdańsk |       |
| 10.               | 4.    | Damian Szurowski        | 1994-03-04     | 184 cm/83 kg |                         |       |
| 11.               | 8.    | Patryk Wajda            | 1988-05-20     | 181 cm/86 kg | MMKS Nowy Targ          |       |
| 12.               | 7.    | Lukáš Zíb               | 1977-02-24     | 186 cm/97 kg | HC Czeskie Budziejowice |       |
| NAPASTNICY        |       |                         |                |              |                         |       |
| 13.               | 13.   | Kasper Bryniczka        | 1990-04-15     | 178 cm/84 kg | Podhale Nowy Targ       |       |
| 14.               | 77.   | Teddy Da Costa          | 1986-02-17     | 179 cm/83 kg | ?                       |       |
| 15.               | 20.   | Adam Domogała           | 1993-04-03     | 189 cm/68 kg | GKS Katowice            |       |
| 16.               | 84.   | Filip Drzewiecki        | 1984-05-01     | 177 cm/83 kg | GKS Stoczniowiec Gdańsk |       |
| 17.               | 61.   | Krystian Dziubiński (A) | 1988-05-28     | 181 cm/88 kg | MMKS Nowy Targ          |       |
| 18.               | 47.   | Petr Kalus              | 1987-06-29     | 186 cm/96 kg | ?                       |       |
| 19.               | 95.   | Damian Kapica           | 1992-07-18     | 176 cm/75 kg | MMKS Nowy Targ          |       |
| 20.               | 99.   | Oliver Paczkowski       | 1995-01-05     | 188 cm/83 kg | ?                       |       |
| 21.               | 91.   | Petr Šinágl             | 1982-02-18     | 176 cm/82 kg | HC Energie Karlowe Wary |       |
| 22.               | 9.    | Damian Słaboń           | 1979-01-28     | 178 cm/80 kg | GKS Tychy               |       |
| 23.               | 74.   | Tomáš Sýkora            | 1990-07-04     | 190 cm/94 kg | HC 05 Banská Bystrica   |       |
| 24.               | 23.   | Eryk Sztwiertnia        | 1997-11-16     | 187 cm/86 kg |                         |       |
| 25.               | 92.   | Maciej Urbanowicz (A)   | 1986-07-12     | 183 cm/89 kg | GKS Stoczniowiec Gdańsk |       |
| Sztab szkoleniowy |       |                         |                |              |                         |       |
| -                 | TR    | Rudolf Roháček          | 1963-03-25     | I trener     |                         |       |
| -                 | TR    | Mariusz Dulęba          | 1975-02-08     | II trener    |                         |       |

#### GKS Tychy
| SKŁAD             | SKŁAD | SKŁAD                  | SKŁAD          | SKŁAD        | SKŁAD                   | SKŁAD | SKŁAD |
| Lp                | Nr    | Zawodnik               | Data urodzenia | Wzrost/Waga  | Wychowanek              |       |       |
| ----------------- | ----- | ---------------------- | -------------- | ------------ | ----------------------- | ----- | ----- |
| BRAMKARZE         |       |                        |                |              |                         |       |       |
| 1.                | 18.   | Kamil Lewartowski      | 1998-02-06     | 182 cm/75 kg | MOSM Tychy              |       |       |
| 2.                | 31.   | John Murray            | 1987-07-04     | 184 cm/89 kg |                         |       |       |
| 3.                | 30.   | Jakub Zawalski         | 1999-01-15     | 194 cm/93 kg |                         |       |       |
| OBROŃCY           |       |                        |                |              |                         |       |       |
| 4.                | 65.   | Mateusz Bryk           | 1989-08-24     | 185 cm/80 kg | JKH GKS Jastrzębie      |       |       |
| 5.                | 6.    | Bartosz Ciura          | 1992-11-20     | 186 cm/87 kg | UKH Dębica              |       |       |
| 6.                | 20.   | Remigiusz Gazda        | 1995-08-19     | 179 cm/79 kg | MKS Sokoły Toruń        |       |       |
| 7.                | 17.   | Kamil Górny            | 1989-09-20     | 182 cm/80 kg | JKH GKS Jastrzębie      |       |       |
| 8.                | 76.   | Marcin Horzelski       | 1996-03-04     | 181 cm/87 kg | Zagłębie Sosnowiec      |       |       |
| 9.                | 70.   | Ilja Kaznadziej        | 1989-06-22     | 190 cm/99 kg |                         |       |       |
| 10.               | 33.   | Michael Kolarz         | 1987-01-12     | 182 cm/88 kg |                         |       |       |
| 11.               | 87.   | Michał Kotlorz (C)     | 1987-05-12     | 179 cm/87 kg | wychowanek              |       |       |
| 12.               | 67.   | Bartłomiej Pociecha    | 1992-03-22     | 186 cm/85 kg | KTH Krynica             |       |       |
| NAPASTNICY        |       |                        |                |              |                         |       |       |
| 13.               | 3.    | Adam Bagiński (A)      | 1980-03-17     | 184 cm/82 kg | GKS Stoczniowiec Gdańsk |       |       |
| 14.               | 77.   | Mateusz Bepierszcz     | 1991-05-19     | 188 cm/86 kg | KH Legia Warszawa       |       |       |
| 15.               | 78.   | Michael Cichy          | 1990-07-08     | 180 cm/85 kg |                         |       |       |
| 16.               | 24.   | Radosław Galant        | 1990-11-10     | 190 cm/88 kg | KTH Krynica             |       |       |
| 17.               | 11.   | Mateusz Gościński      | 1997-07-23     | 188 cm/76 kg |                         |       |       |
| 18.               | 26.   | Kacper Guzik           | 1993-04-06     | 182 cm/89 kg |                         |       |       |
| 19.               | 91.   | Bartłomiej Jeziorski   | 1998-04-22     | 189 cm/75 kg | MOSM Tychy              |       |       |
| 20.               | 10.   | Kamil Kalinowski       | 1992-04-11     | 175 cm/77 kg | MKS Sokoły Toruń        |       |       |
| 21.               | 68.   | Patryk Kogut           | 1991-10-19     | 187 cm/94 kg | Naprzód Janów           |       |       |
| 22.               | 5.    | Filip Komorski         | 1991-12-27     | 179 cm/80 kg | KH Legia Warszawa       |       |       |
| 23.               | 13.   | Jarosław Rzeszutko (A) | 1986-10-17     | 183 cm/80 kg | GKS Stoczniowiec Gdańsk |       |       |
| 24.               | 8.    | Alexander Szczechura   | 1990-05-01     | 175 cm/82 kg |                         |       |       |
| 25.               | 66.   | Jakub Witecki          | 1990-07-21     | 187 cm/83 kg | KTH Krynica             |       |       |
| 26.               | 14.   | Michał Woźnica         | 1983-05-10     | 178 cm/80 kg | MOSM Tychy              |       |       |
| Sztab szkoleniowy |       |                        |                |              |                         |       |       |
| -                 | TR    | Andrej Husau           | 1969-11-16     | I trener     |                         |       |       |
| -                 | TR    | Krzysztof Majkowski    | 1978-04-04     | II trener    |                         |       |       |
| -                 | TR    | Siarhiej Szapiaciuk    | 1978-03-13     | II trener    |                         |       |       |
| -                 | TR    | Arkadiusz Sobecki      | 1980-01-15     | II trener    |                         |       |       |

## Mecz
Spotkanie o Superpuchar Polski rozpoczęło się o godz. 18.30. Obydwie drużyny przystępowały do meczu w najsilniejszych składach. Drużyna Cracovii wystąpiła w takim samym ustawieniu jak podczas spotkań ligi mistrzów rozegranych w Krakowie. W zespole GKS Tychy debiut w oficjalnych rozgrywkach zanotował białoruski trener Andrej Husau oraz trzech obcokrajowców pozyskanych z Opola, bramkarz John Murray oraz napastnicy Alexander Szczechura i Michael Cichy. Przed spotkaniem miała miejsce uroczysta oprawa, w trakcie której został odegrany hymn Polski Mazurek Dąbrowskiego.
Na trybunach zasiadło 1700 kibiców, a mecz sędziowali Zbigniew Wolas oraz Przemysław Kępa. Pierwszą groźną sytuację stworzyła sobie drużyna Cracovii. Strzał Petera Novajovsky'ego obronił jednak Murray. W 6. minucie wynik otworzył Tomáš Sýkora. Najpierw na środku lodowiska krążek stracił Mateusz Gościński, a przejął go Teddy Da Costa. Reprezentant Francji wjechał do tercji rywali i odegrał do Petra Kalusa. Napastnik "Pasów" strzelił, jednak Murray odbił krążek parkanem. Najszybciej dojechał do niego Sýkora i umieścił go w pustej bramce tyszan. Mecz toczył się w szybkim tempie. Swoich okazji nie wykorzystali Damian Kapica oraz Alex Szczechura. W 10 minucie hokeiści GKS Tychy wyrównali. Zza własnej bramki krążek wyprowadzał Rafał Dutka i podał go do Filipa Komorskiego. Napastnik tyszan odegrał do Bartłomieja Jeziorskiego, który podjechał bliżej i podał wzdłuż bramki do niepilnowanego Patryka Koguta. Wychowanek Naprzodu Janów dołożył kij i umieścił krążek w siatce. Pięć minut później tyszanie objęli prowadzenie. Krążek w tercji Cracovii przejął Radosław Galant i uderzył na bramkę Radziszewskiego. Po drodze odbił się on od kija Bartosza Dąbkowskiego i parkanu Radziszewskiego i trafił do Kamila Kalinowskiego, który dobił go do pustej bramki. W 17. minucie do remisu doprowadził Petr Šinagl, który wykorzystał błąd Ilij Kaznadzieja i strzelił do pustej bramki.
W drugiej odsłonie gry mecz się wyrównał. Okazję dla tyszan zmarnował Mateusz Bepierszcz, który nieczysto trafił w krążek, natomiast w drużynie Cracovii groźny strzał oddał Maciej Urbanowicz, jednak obronił go Murray. W 26. minucie spotkania mocny strzał z linii niebieskiej oddał Bartosz Ciura, ale nie zdołał pokonać Radziszewskiego. W 27. minucie po raz trzeci na ławkę kar został odesłany Mateusz Bryk, jednak krakowianie nie wykorzystali szansy. W końcówce tercji dwie okazje do zdobycia gola miał Jarosław Rzeszutko. Napastnik tyszan w pierwszej sytuacji strzelał, ale krążek po kiju obrońcy opuścił lodowisko, a chwilę później nie udało mu się trafić z bliska do bramki. Kluczową akcję w tej tercji przeprowadziła drużyna Cracovii. Grając w przewadze, wcześniej tyszanie zostali ukarani za opóźnianie gry, Dziubiński pokonał Murraya.
Trzecia tercja zaczęła się od podwójnego osłabienia tyszan. Najpierw na ławkę kar za opóźnianie gry odesłany został Kaznadziej, a następnie karą dwóch minut za nieprzepisowe zatrzymywanie przeciwnika ukarany został tyski bramkarz. Drużyna Cracovii po szybkim rozegraniu krążka podwyższyła prowadzenie, a gola zdobył Sýkora. Cztery minuty przed końcem meczu hokeiści Cracovii mogli rozstrzygnąć spotkanie. Grając w liczebnym osłabieniu przeprowadzili dwa kontrataki, po których Dziubiński, a następnie Kapica w sytuacji sam na sam nie pokonali bramkarza rywali. Na minutę i dziesięć sekund przed końcem meczu bramkę zdobył Cichy. Sędziowie skorzystali z analizy wideo i uznali gola dzięki czemu tyszanie złapali kontakt z rywalami. Na pół minuty przed końcem meczu do remisu doprowadził były hokeista Cracovii Kacper Guzik. Wykorzystał on stratę krążka na linii niebieskiej przez Bartosza Dąbkowskiego. Wobec remisu w regulaminowym czasie gry rozegrano pięciominutową dogrywkę. Na początku dogrywki za zahaczanie na ławkę kar został odesłany Teddy Da Costa i GKS stanął przed szansą na zdobycie zwycięskiej bramki. Dobrze grający w obronie krakowianie przetrwali grę w osłabieniu, a mogli nawet zdobyć bramkę. Da Costa wyjeżdżając z ławki kar otrzymał podanie i wjechał niepilnowany do tercji tyszan. Będąc przed bramką strzelił mocno, ale krążek trafił w spojenie słupka z poprzeczką. Była to ostatnia dobra okazja w doliczonym czasie gry i o zwycięstwie w Superpucharze zdecydować miały rzuty karne. Pierwszy najazd wykonał Teddy Da Costa. Reprezentant Francji strzałem z bekhendu pokonał Murraya i Cracovia wyszła na prowadzenie. W odpowiedzi podobny najazd co Da Costa wykonał Szczechura, ale Radziszewski obronił jego strzał. Kolejne karne w wykonaniu obydwu zespołów były nieskuteczne, aż do piątej serii i najazdu Kamila Kalinowskiego. Napastnik tyszan zamarkował strzał, a następnie uderzył w długi róg pod poprzeczkę i doprowadził do remisu. W szóstej serii jako pierwsi zaczęli tyszanie. Mateusz Bepierszcz zjechał do boku bramki próbując rozciągnąć bramkarza i uderzyć pod poprzeczkę jednak krążek uciekł z łopatki kija. W odpowiedzi w drużynie Cracovii przed szansą stanął ponownie Da Costa. Francuz uderzył między parkanami Murraya i to krakowianie zdobyli trofeum.
| STATYSTYKI |               |           |
| Cracovia   | 5:4 pk.       | GKS Tychy |
|            | Strzały       |           |
|            | Strzały celne |           |
|            | Kary          |           |
|            | Wznowienia    |           |

Powiedzieli po meczu:

Rudolf Roháček, trener Comarch Cracovii: - W Superpucharze gra się tylko jeden mecz i należało go rozstrzygnąć. Zagraliśmy dobre spotkanie, gra była niezwykła twarda i zacięta. Musimy jednak grać do końca, gdyż myśleliśmy, że mamy już zwycięstwo, a tymczasem tyszanie wyrównali.

Andrej Husau, trener GKS-u Tychy: - Gratulacje dla Cracovii. W takich meczach, kiedy gra się o coś nie można łapać tylu kar. Były to dziwne wykluczenia, a na myśli mam wyrzucanie krążka poza lodowisko. Chcieliśmy wygrać, ale się nie udało. Rzuty karne to moja wina, gdyż źle dobrałem wykonawców.
| 8 września 2017 | MKS ComArch Cracovia | 5:4 pk. | GKS Tychy | Lodowisko im. Adama "Rocha" Kowalskiego, Kraków |

| Szczegóły      | Szczegóły | Szczegóły                 | Szczegóły | Szczegóły                                                                                                 |
| -------------- | --- | ------------------------- | --- | --- |
| Godzina: 18:30 | (P. Kalus, T. Da Costa) T. Sýkora (EQ) 05:34 (K. Dziubiński) P. Šinágl (EQ) 16:43 (P. Wajda, P. Šinágl) K. Dziubiński (PP) 38:01 (T. Da Costa, L. Zíb) T. Sýkora (PP2) 46:59 T. Da Costa (SO) 65:00 | (2:2, 1:0, 1:2, 0:0, 2:1) | 09:40 (EQ) P. Kogut (B. Jeziorski) 15:31 (EQ) K. Kalinowski (R. Galant) 58:50 (EQ) M. Cichy (K. Guzik, B. Pociecha) 59:26 (EQ) K. Guzik (M. Cichy) | Widzów: 1700 Sędzia główny: Zbigniew Wolas Przemysław Kępa Sędziowie liniowi: Artur Hyliński Marcin Polak |
| Godzina: 18:30 | 8 min. kar |                           | 12 min. kar | Widzów: 1700 Sędzia główny: Zbigniew Wolas Przemysław Kępa Sędziowie liniowi: Artur Hyliński Marcin Polak |
| Godzina: 18:30 | Skład: R. Radziszewski, M. Łuba (ng) – L. Zíb, B. Dąbkowski, T. Sýkora, T. Da Costa, P. Kalus – P. Novajovsky, M. Kruczek (C), M. Urbanowicz, K. Bryniczka, D. Kapica – M. Rompkowski, P. Wajda, P. Šinágl, K. Dziubiński, A. Domogała – P. Noworyta, R. Dutka, O. Paczkowski, D. Słaboń, F. Drzewiecki Trener: Rudolf Roháček, Mariusz Dulęba (asystent) |                           | Skład: J. Murray, K. Lewartowski (ng) – B. Pociecha, B. Ciura, R. Galant, K. Kalinowski, M. Bepierszcz – M. Bryk, M. Kotlorz (C), M. Gościński, J. Rzeszutko, A. Bagiński – R. Gazda, I. Kaznadziej, K. Guzik, M. Cichy, A. Szczechura – K. Górny, M. Kolarz, B. Jeziorski, F. Komorski, P. Kogut Trener: Andrej Husau, K. Majkowski (asystent) | Widzów: 1700 Sędzia główny: Zbigniew Wolas Przemysław Kępa Sędziowie liniowi: Artur Hyliński Marcin Polak |